# Комитет по правам человека ООН
Комитет по правам человека ООН — организация, занимающаяся надзором за исполнением Международного пакта о гражданских и политических правах от 1966 года в странах-участницах пакта. Учреждён согласно части 4 Пакта. Состоит из 18 экспертов, избираемых на срок в 4 года. В отношении стран, ратифицировавших Факультативный протокол к Международному пакту (в том числе России и Казахстана), Комитет наделен правом принимать и рассматривать индивидуальные жалобы на нарушение властями прав, предусмотренных Международным пактом и выносить по ним рекомендации властям. Формально эти рекомендации необязательны для исполнения согласно Пакту и Факультативному протоколу к нему. Большинство рекомендаций Комитета не было (по состоянию на 2010 год) исполнено национальными властями. Вместе с тем, в ряде случаев власти страны, допустившей нарушение, на основании рекомендаций Комитета, принимают решение о восстановлении прав заявителя — как правило, это означает, что заявитель может в национальном суде на основании факта нарушения его прав, установленного Комитетом, просить денежную компенсацию. Существует должность Специального докладчика, который ведет переговоры с национальными властями, уговаривая их исполнить рекомендации Комитета.

## Функции и доклады стран
Комитет оценивает доклады об исполнении Пакта, представляемые странами-участницами, составляет комментарии к Пакту («замечания общего порядка») и высказывает по жалобам государств и частных лиц о нарушении Пакта (кроме статьи 1) странами, ратифицировавшими Первый факультативный протокол к Пакту, соображения. Члены комитета имеют право высказывать особые мнения, прилагаемые к соображениям.
Комитет является органом независимых экспертов, причем все государства-участники обязаны регулярно предоставлять Комитету доклады о том, как осуществляются права. Государство должно предоставить первоначальный доклад спустя год после присоединения к Пакту, а затем — по запросу Комитета (обычно каждые четыре года). Комитет изучает каждый доклад и излагает свои соображения и рекомендации государству-участнику в виде «заключительных замечаний».

## Рассмотрение индивидуальных жалоб
В отношении стран, ратифицировавших Дополнительный протокол к Международному пакту о гражданских и политических правах (МПГПП), Комитет наделен правом принимать к рассмотрению индивидуальные жалобы на нарушение прав человека. Власти государства, признавшего право Комитета принимать к рассмотрению индивидуальные жалобы, обязаны участвовать в процедуре рассмотрения такой жалобы: представить Комитету письменные объяснения и соображения по вопросам, поднятым в сообщении (пункт 2 статьи 4 Протокола), а также коммуницировать с Комитетом.
По итогам рассмотрения индивидуальной жалобы Комитет выносит рекомендации для властей. Эти рекомендации могут содержать требования по пересмотру дела заявителя, выплату ему какой-либо компенсации (без указания в решении Комитета конкретной суммы).

### Процедура

#### Подача жалобы
Перед рассмотрением дела по существу Комитет должен убедиться в его приемлемости по следующим параметрам:
- заявление должно быть подано отдельным потерпевшим, чьи личные права были нарушены, или с разрешения такого лица, или подача от имени другого лица должна обосновываться иным образом. Сообщение не может быть анонимным;
- заявление должно относиться к праву, фактически защищаемому МПГПП;
- заявление должно относиться к событиям, произошедшим после вступления в силу Первого дополнительного протокола для рассматриваемого государства (за некоторыми исключениями, разработанными Комитетом);
- заявление должно быть достаточно обоснованным;
- в заявлении необходимо показать, что внутренние средства правовой защиты были исчерпаны;
- оспариваемые действия страны не должны находиться на рассмотрении другого международного расследования или процедуры урегулирования;
- заявление не должно противоречить оговорке к МПГПП со стороны соответствующего государства;
- заявление не должно быть легкомысленным, провокационным или иным образом злоупотреблять процедурой.

#### Коммуникации со сторонами
Если заявление отвечает указанным параметрам, Специальный докладчик Комитета по новым сообщениям и временным мерам принимает решение о его регистрации и направляет дело государству-участнику, которому предлагается представить свои замечания в течение шести месяцев в соответствии со статьей 4 Первого дополнительного протокола.
Получив ответ от государства, заявителю дают возможность прокомментировать его.
Если Комитет признает нарушение МПГПП, он предлагает государству в течение 180 дней предоставить информацию о своих шагах по выполнению его рекомендаций.
Ответ государства снова передаётся заявителю для комментариев.
Если государство-участник не принимает надлежащих мер, Комитет оставляет дело открытым, пока удовлетворительные меры не будут приняты.

#### Сроки
Комитет рассматривает индивидуальные жалобы на закрытых заседаниях, но его решения («Мнения») и любые последующие действия являются публичными. Учитывая большое количество жалоб, с момента подачи жалобы до принятия решения Комитетом по ней может пройти несколько лет.

### Обеспечительные меры на период рассмотрения жалобы Комитетом
Комитет может по ходатайству заявителя рекомендовать властям государства до окончания рассмотрения индивидуальной жалобы принять обеспечительные меры: например, отложить исполнение смертного приговора. Имеют место случаи, когда власти игнорировали данные меры. Например, власти Белоруссии приводили в исполнение даже смертные приговоры, жалобы по которым ещё рассматривались в Комитете — вопреки рекомендациям Комитета о необходимости приостановить исполнение приговоров. Например, в 2014 году в Белоруссии были казнены П. Селюн и А. Горюнов, несмотря на то, что они подали жалобы в Комитет и тот просил белорусские власти отложить исполнение их приговоров:38-39. В 2022 году власти Вильнюса снесли мемориал советским воинам на Антакальнисском кладбище несмотря на то, что ранее Комитет рекомендовал отложить снос до рассмотрения жалобы группы граждан Литвы.
Неисполнение властями обеспечительных мер не означает прекращение рассмотрения индивидуальной жалобы Комитетом. В октябре 2015 года Комитет постановил, что казнь В. Юзепчука (расстрелянного в 2010 году) была нарушением его права на жизнь, его признание вины в преступлении было получено под пытками, а сам судебный процесс, завершившийся вынесением ему смертного приговора, не соответствовал критериям независимости и беспристрастности. Белоруссия денонсировала Дополнительный протокол осенью 2022 года.

## Исполнение рекомендаций Комитета по итогам рассмотрения индивидуальных жалоб
По итогам рассмотрения индивидуальной жалобы Комитет вправе вынести рекомендации властям государства. Однако ни Международный пакт о гражданских и политических правах, ни факультативный протокол к нему не устанавливают, что рекомендации Комитета обязательны для национальных властей. В 1993 году Комитет по правам человека предложил Международной конференции по правам человека дополнить Факультативный протокол следующей нормой: «Страны-участницы обязуются исполнять решения Комитета». Но данное предложение реализовано не было. Этим рекомендации Комитета отличаются от постановлений ЕСПЧ, которые согласно статье 46 Европейской конвенции обязательны для исполнения. Представительство Комитета в Белоруссии опубликовало уведомление на своем сайте:

Факультативный протокол к Пакту о гражданских и политических правах не налагает на государства правовой обязанности выполнять рекомендации Комитета по правам человека…
Министерство иностранных дел Республики Беларусь также указывало, что Белоруссия не обязана исполнять рекомендации Комитета. По состоянию на 2022 год власти Белоруссии исполнили только одно решение Комитета (при этом официально не было указано, что решение исполнено). В апреле 2017 года было объявлено, что с 2011 года комитетами ООН были вынесены 25 решений в пользу заявителей из Казахстана, но ни одно из них не было исполнено властями Казахстана из-за отсутствия необходимого национального законодательства.
В некоторых странах заявитель может на основании рекомендации Комитета подать иск в национальный суд о присуждении компенсации. Например, в октябре 2013 года Рязанский областной суд по жалобе Федотовой (в пользу Федотовой ранее Комитет вынес рекомендации с указанием о нарушении прав Федотовой при привлечении её к административной ответственности) отменил решения, ранее принятые по делу Федотовой. Жалоба Федотовой в отношении России была удовлетворена 31 октября 2012 года: положения закона Рязанской области о запрете пропаганды гомосексуализма среди несовершеннолетних были признаны противоречащими двум статьям Международного пакта о гражданских и политических правах. Комитет указал на размытость формулировок закона, из которого непонятно, относится ли термин «гомосексуализм» к сексуальной ориентации или к сексуальным действиям, и постановил, что Россия не смогла продемонстрировать необходимость ограничения права Федотовой на выражение ею своей сексуальной идентичности и стремления добиться её понимания, в том числе с вовлечением несовершеннолетних в обсуждение вопросов, связанных с гомосексуальностью. Комитет сделал заключение о дискриминационном характере рязанского закона и о нарушении Российской Федерацией пунктов 2 статьи 19 (право на свободу выражения мнений) в совокупности со статьей 26 (запрет дискриминации) Пакта и обязал Россию принять необходимые меры для недопущения аналогичных нарушений в будущем.
В своих Замечаниях Комитет указал на меры, которые государство может предпринять для исполнения рекомендаций Комитета по индивидуальной жалобе:

…Пактом предусматривается, как правило, обязательство выплаты соответствующей компенсации. Комитет отмечает, что в соответствующих случаях возмещение может представлять собой реституцию, реабилитацию и такие меры сатисфакции, как публичное извинение, публичные церемонии, гарантии неповторения и внесение изменений в соответствующие законы и практику, а также привлечение к судебной ответственности лиц, виновных в нарушении прав человека…

### Обеспечительные меры на период рассмотрения жалобы Комитетом
Вскоре Федотова добилась также и в Верховном Суде подтверждения этого решения. С 1991 года по 2018 год Комитет вынес 18 решений, в которых признал, что власти Кыргызстана нарушили в отношении заявителей нормы Пакта. Из этих решений по состоянию на 2018 год власти Кыргызстана частично исполнили только два решения: по каждому выплатили 2,9 тысяч долларов США. Причем оба решения были исполнены так: заявители после решений Комитета подали иски в суды Кыргызстана, которые назначили им в итоге компенсации.
Комитет не имеет органов принудительного исполнения своих рекомендаций. С 1997 года существует должность Специального докладчика по последующей деятельности в связи с соображениями. Специальный докладчик назначается из членов Комитета. Специальный докладчик вносит странам письменные представления, проводит личные встречи с дипломатическими представителями, призывая государства исполнить рекомендации Комитета. В ряде случаев Специальный докладчик смог добиться исполнения рекомендаций Комитета.
По данным исследования, опубликованного в 2010 году, исполнялось чуть более 12 % решений Комитета по правам человека.

## Комитет по правам человека ООН и Россия
По состоянию на 1 января 2023 года согласно обзору, подготовленному Верховным судом Российской Федерации, Комитет по правам человека ООН рассмотрел 102 сообщения, поданных в отношении России, из которых:
- Рассмотрены по существу — 62 сообщения (как с констатацией нарушения, так и без констатации нарушения Пакта);
- Признаны неприемлемыми — 36 сообщений
- Прекращено производство — 4 сообщения.

Российское законодательство не предусматривает норм обязательного пересмотра решения суда в связи с тем, что впоследствии Комитет по правам человека ООН обнаружил в этом решении нарушения Пакта. Поэтому заявитель, в чьем деле Комитет выявил нарушения, не имеет права в судебном порядке потребовать пересмотра своего дела по вновь открывшимся обстоятельствам (как было, например, до поправок 2022 года в случае выявления ЕСПЧ нарушений Европейской конвенции при рассмотрении судом дела заявителя). Вместе с тем, дело заявителя может быть пересмотрено, если прокуратура решит подать в суд, расценив мнение Комитета о наличии нарушений Пакта, как новое обстоятельство. В 2012 году Конституционный суд Российской Федерации в своем Определении отметил, что Соображения Комитета Конституционный Суд РФ являются поводом для вынесения прокурором постановления о возбуждении производства по уголовному делу ввиду новых обстоятельств, если выявленные Комитетом нарушения положений Пакта не могут быть исправлены в ином порядке, а их устранение необходимо для обеспечения правосудности вступившего в законную силу приговора (определения, постановления) суда и восстановления прав и законных интересов граждан и иных лиц.
Пленум Верховного суда Российской Федерации установил в пункте 10 своего постановления от 14 декабря 2021 года № 43 «О применении судами норм главы 49 Уголовно-процессуального кодекса Российской Федерации, регулирующих возобновление производства по уголовному делу ввиду новых или вновь открывшихся обстоятельств по заключению прокурора», что сведения, содержащиеся в соображениях Комитета, являются достаточным поводом и основанием для вынесения прокурором постановления о возбуждении производства ввиду новых обстоятельств, если выявленные этими органами нарушения положений международных договоров России не могут быть исправлены в ином порядке, а их устранение требуется для обеспечения правосудности вступившего в законную силу судебного решения.